# Ciutat primacial

En vermell, els països que no tenen una ciutat primacial.

Una ciutat primacial  és una aglomeració urbana de grans dimensions, ubicada a l'interior d'una regió o un país en particular, que per les seves dimensions i demografia és proporcionalment superior a la seva jerarquia urbana, complint un rol rellevant i estratègic desenvolupament d'un sistema econòmic a nivell regional i/o nacional. Si bé el terme es troba estretament relacionat amb una metròpoli o una ciutat capital, no en tots els casos se'n tracta. En conseqüència, es tracta de grans ciutats que per la seva mida de la població i poder econòmic, supera amb escreix totes les de la resta del país o regió. Les ciutats principals són comunes als països en vies de desenvolupament i en alguns països desenvolupats amb una política centralista.
El terme va ser proposat pel geògraf nord-americà Mark Jefferson, en la seva publicació The Law of the Primate City de 1939.

## Exemples

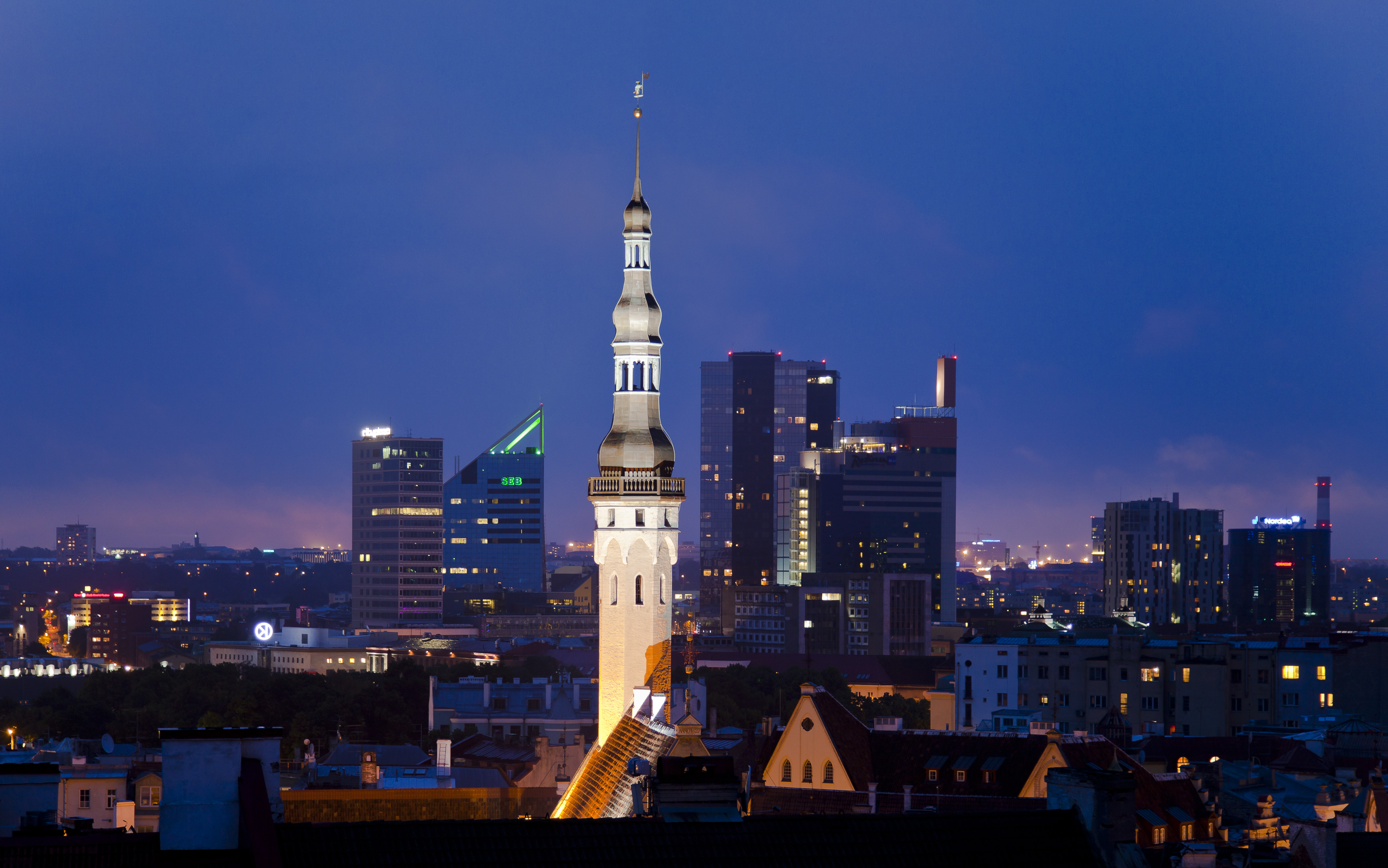
Tallin, la ciutat primacial de Estònia.

Tot i que algunes ciutats globals són considerades com a ciutats primacials a l'interior d'una regió, són conceptes diferents entre si. La ciutat de Bangkok, capital de Tailàndia, és considerada com «la ciutat principal més gran del món», a causa de que és 9 vegades més gran que Chiang Mai, la segona major ciutat en grandària i població del país. Tot i que Nova York és una de les ciutats més grans del món, Estats Units no mesura les seves ciutats principals a nivell nacional , sinó que per estat (quan reuneix els requisits per ser-ho), per la qual cosa dins del país existeixen diverses ciutats que compleixen amb aquest criteri.
A Amèrica Llatina, les principals ciutats primacials són Ciutat de Mèxic, Buenos Aires, Lima i Santiago de Xile; a Europa, les principals ciutats primacials són Londres, París, Bucarest, Minsk, Viena i Belgrad; a Àsia, les principals ciutats primacials són Delhi, Dacca, Seül, Manila, Jakarta, Teheran i Bangkok; ia Àfrica, les principals ciutats primacials són El Caire, Kinshasa, Luanda, Dar es Salaam i Khartum.